# Ортелли, Арнальдо
Арна́льдо Орте́лли (итал. Arnaldo Ortelli; 5 августа 1913, Тичино — 27 февраля 1986, Лугано, Тичино) — швейцарский футболист, играл на позиции защитника. Участник чемпионата мира 1934 года.

## Биография

### Игровая карьера
Всю свою карьеру, насчитывающую 13 сезонов, Ортелли играл за «Лугано». В составе «бьянконери» выиграл два чемпионских титула в 1938 и 1941 годах.
Входил в состав сборной Швейцарии на чемпионате мира 1934 года, но там не сыграл ни в одном из матчей. Единственный матч за сборную Швейцарии сыграл 1 января 1942 года против сборной Португалии — Швейцария проиграла 0:3.

### Смерть
Скончался 27 февраля 1986 года в возрасте 72 лет.

## Достижения
«Лугано»
- Чемпион Швейцарии (2) : 1937/38, 1940/41